# Xft
Xft (X Window System FreeType interface library) è una libreria di funzioni software per il disegno dei font nel gestore grafico X Window System.
La libreria è stata scritta da Keith Packard e alla versione 2.1 utilizza una licenza derivata dalla Licenza BSD.
Xft è progettato per permettere al formati raster di FreeType di essere utilizzati con l'estensione XRender del gestore grafico X Window System. È solitamente impiegata per poter utilizzare i font con antialiasing all'interno dell'X Window System. Xft dipende anche da fontconfig per accedere ai font di sistema.